# Risröd
Risröd är ett naturreservat i Rättviks kommun i Dalarnas län.
Området är naturskyddat sedan 2008 och är 61 hektar stort. Reservatet består ett område som använts av Nedre Gärdsjö by för slåtter som idag rymmer en granskog, med inslag av tall och björk. Guckuskon har här ett stort bestånd.